# The Splitters
The Splitters sind eine Rockband aus Split, Kroatien.

## Geschichte
The Splitters waren die Finalisten von ST@rt 2019 – eines Musikfestivals für Underground-Bands. Sie gewannen beim Rock Fest und West Herzegowina Fest in Široki Brijeg und haben auch auf der Revue Evo RUKE! gespielt. Ihr erstes Studioalbum heißt Love Sucks.
Kurz nachdem sie ihr erstes Lied auf Kroatisch veröffentlicht hatten, traten sie dem Label Croatia Records bei. Dort schlossen sie die Aufnahme ihres Albums ab. Die Lieder Oboji me, Život na ekranu, Zauvijek mlad, Nepoznata netko und Zapravo ti hatten ihre Premieren auf dem Kroatischen Musikfernsehprogramm CMC und wurden im Radio gespielt.
Ihr zweites Studioalbum, Izvedi me van erschien am 3. Juli 2020. Sie traten auf der Dora 2023 mit dem Lied Lost and Found auf, qualifizierten sich aber nicht für den Eurovision Song Contest 2023.
2024 treten sie auf der Dora 2024 mit dem Lied Otkad te sanjam auf.

## Diskografie
Alben
- 2018: Love Sucks
- 2020: Izvedi me van (Croatia Records)
- 2023: Role filmova (Croatia Records)